# Liste der Bodendenkmale in Oldenburg (Oldb)
In der Liste der Bodendenkmale in Oldenburg sind die Bodendenkmale der niedersächsischen kreisfreien Stadt Oldenburg (Oldb) aufgeführt. Die Quelle ist der Denkmalatlas Niedersachsen.
- Bitte beachten Sie, dass diese Liste keinen Anspruch auf Vollständigkeit erhebt.
- Die Angaben ersetzen nicht die rechtsverbindliche Auskunft der zuständigen Denkmalschutzbehörde.
- Es sind nur Daten aus dem Denkmalatlas verarbeitet.
- Der Stand der Liste ist der 13. April 2025.

Oldenburg (Oldb)

## Allgemein
In den Spalten finden sich folgende Informationen des Bodendenkmales:
| Lage         | geographische Koordinaten                                                           |
| Bezeichnung  | Bezeichnung lt. Denkmalatlas                                                        |
| Beschreibung | Beschreibung lt. Denkmalatlas                                                       |
| ID           | Objekt-ID                                                                           |
| Bild         | Bild, ggf. zusätzlich mit Link zu weiteren Fotos im Medienarchiv Wikimedia Commons. |

## Ohmstede
| Lage                       | Bezeichnung        | Beschreibung           | ID       | Bild |
| -------------------------- | ------------------ | ---------------------- | -------- | ---- |
| 53° 8′ 46″ N, 8° 15′ 22″ O | Ohmstede 17, Deich | Teilstück ID: 36094302 | 28922409 | BW   |

## Oldenburg
| Lage                       | Bezeichnung                    | Beschreibung | ID       | Bild           |
| -------------------------- | ------------------------------ | --- | -------- | -------------- |
| 53° 8′ 15″ N, 8° 13′ 1″ O  | Oldenburg 2, Schloß Oldenburg  | Innerhalb der Stadtbefestigung, südl. der Altstadt, liegt eine Wasserburg, die heute Schloss ist. Von der ehemaligen Befestigung zeugt nur noch ein kleiner Teich zwischen Schloss und Schlosswall. Die mittelalterliche Gestalt der Burg ist unbekannt. Der frühneuzeitliche Zustand der Burg ist durch eine Abbildung des Jahres 1598 bekannt. Demnach bestand sie aus einer rundlichen Anlage, die von einem Wassergraben und Außenwall umgeben war. Zwei Zugänge führten in die Burg. Einer von Süden, der andere von der nordwestlichen Stadtseite mit einer Zugbrücke über den Burggraben zur bastionsartig ausgebauten „Hohen Pforte“. Die Wohn- und Wirtschaftsgebäude waren entlang der Ringmauer angeordnet. Die gräfliche Kemenate und der Palas nahmen dabei die entgegengesetzten Seiten des Platzes ein. Als isolierter Bau befand sich mittig auf dem Schlossplatz ein Bergfried, ein wuchtiger sog. Butterfassturm mit brustwehrgeschütztem Umgang am oberen Ende. | 28969303 | Weitere Bilder |
| 53° 8′ 12″ N, 8° 12′ 58″ O | Oldenburg 3, Stadtwall         | Teile des Stadtwalls: - ID: 38978518 Wassergraben | 28967454 | BW             |
| 53° 8′ 13″ N, 8° 12′ 55″ O | Oldenburg 4, Eiskeller-Bastion | | 28967456 | BW             |
| 53° 8′ 35″ N, 8° 12′ 40″ O | Oldenburg 7, Sand-Bastion      | Teil der Bastion: - ID: 36069890 Befestigung | 28967457 | BW             |
| 53° 8′ 32″ N, 8° 12′ 33″ O | Oldenburg 8, Haaren-Bastion    | Teil der Bastion: - ID: 36069917 Befestigung | 28967458 | BW             |

## Osternburg
| Lage                      | Bezeichnung         | Beschreibung           | ID       | Bild |
| ------------------------- | ------------------- | ---------------------- | -------- | ---- |
| 53° 8′ 55″ N, 8° 16′ 8″ O | Osternburg 5, Deich | Teilstück ID: 36095564 | 28922654 | BW   |